# Зелений Под
Зелений Под — село в Україні, у Горностаївській селищній громаді Каховського району Херсонської області. Населення становить 233 осіб. ПСГП «Дружба»

## Історія
У лютому 2022 року село тимчасово окуповане російськими військами під час російсько-української війни.

## Населення
Згідно з переписом УРСР 1989 року чисельність наявного населення села становила 219 осіб, з яких 97 чоловіків та 122 жінки.
За переписом населення України 2001 року в селі мешкали 233 особи.

### Мова
Розподіл населення за рідною мовою за даними перепису 2001 року:
| Мова       | Відсоток |
| ---------- | -------- |
| українська | 90,99 %  |
| російська  | 9,01 %   |

## Постаті
- Горо Сергій Петрович (1981—2017) — молодший сержант Збройних сил України, учасник російсько-української війни.